# Lizumer Reckner
Il Lizumer Reckner (2.884 m s.l.m.) è la montagna più alta delle Prealpi del Tux e di tutte le Alpi Scistose Tirolesi. Si trova in Austria nel land del Tirolo.
È possibile salire sulla vetta partendo dalla Lizumer Hütte (2.019 m).